# 몬테팔코네넬산니오
몬테팔코네넬산니오(이탈리아어: Montefalcone nel Sannio)는 이탈리아 몰리세주 캄포바소도의 코무네다. 캄포바소로부터 북쪽 35km 거리에 있다.